# 鲁道夫·希法亭
鲁道夫·希法亭（德語：Rudolf Hilferding，1877年8月10日—1941年2月11日），奥地利马克思主义经济学家、魏玛共和国时期社会民主党首席理论家、政治家、内科医生，他被普遍认为是社会民主党在20世纪最重要的理论家 。
希法亭生于奥匈帝国维也纳，1901年获得医学士学位，曾担任社民党记者，参与1918年德国十一月革命，1923年、1928年至1929年任财政部长，因1929年经济危机而辞职，之后一直代表社民党担任国会议员至1933年。1933年辗转流亡瑞士苏黎世和法国巴黎，法国战败后于1941年在盖世太保监禁期间死亡。
希法亭主张以“经济”的角度解读马克思，即奥地利马克思主义，是提出“有组织的资本主义”理论的第一人。 面对来自奥地利经济学派经济学家和其他驻维也纳学者，如欧根·博姆-巴维克的批评，希法亭坚守马克思主义。希法亭参与了危机争论，对马克思认为资本主义会失去稳定并最终崩溃的理论提出异议，认为资本的集中实际上可以起到稳定的作用。他参与编辑了《前进报》、《自由》、《社会》等刊物，以《金融资本》一书而知名，是马克思主义经济学最为有影响力和原创力的贡献者之一，对马克思主义作家如列宁和布哈林，尤其是他们对帝国主义的论述有重大影响。

## 外部連結
- 《大英百科全书》中的条目：鲁道夫·希法亭（英文）